# فهرست میراث جهانی در الجزایر
میراث جهانی در تونس شامل ۶ میراث فرهنگی و ۱ میراث فرهنگی ـ طبیعی (ترکیبی) می‌باشد که تا سال ۲۰۲۵ در یونسکو به ثبت رسیده‌اند. الجزایر که در شمال قاره آفریقا قرار گرفته، از جمله کشورهایی است که دارای پیشینه تاریخی و فرهنگی کهن است. این کشور در ۲۷ ژوئن ۱۹۷۴ کنوانسیون میراث جهانی یونسکو را پذیرفت و بدان پیوست که باعث شد مکان‌های تاریخی و طبیعی آن واجد شرایط قرار گرفتن در این فهرست شوند.
میراث جهانی نام عهدنامه‌ای بین‌المللی است که در تاریخ ۱۶ نوامبر ۱۹۷۲ میلادی به تصویب کنفرانس عمومی یونسکو رسید. موضوع آن حفظ آثار تاریخی، طبیعی و فرهنگی بشر است که اهمیت جهانی دارند و متعلق به تمام انسان‌های زمین، فارغ از نژاد، مذهب و ملیت خاص، می‌باشند.
برپایه این کنوانسیون کشورهای عضو یونسکو، می‌توانند آثار تاریخی، طبیعی و فرهنگی کشور خود را نامزد ثبت به‌عنوان میراث جهانی کنند. حفاظت از این آثار پس از ثبت، در عین باقی‌ماندن در حیطه حاکمیت کشور مربوط، به عهده تمام کشورهای عضو خواهد بود. مکان‌های میراث جهانی ثبت‌شده در سازمان یونسکو، مکان‌هایی مانند جنگل، کوه، آبگیر، صحرا، بقعه، ساختمان، مجموعه یا شهر هستند.
نخستین سایت در کشور الجزایر که به فهرست میراث جهانی اضافه شد، قلعه بنی حماد در سال ۱۹۸۰ و آخرین سایتی که به این لیست افزوده شد، قصبه یا کسبه الجزیره در سال ۱۹۹۲ بود. از ۷ سایت و آثار ثبت‌شده الجزایر، ۶ اثر جز میراث فرهنگی بوده و تنها تاسیلی نجیر به‌عنوان فرهنگی ـ طبیعی (ترکیبی) ثبت شده است. از سال ۲۰۰۲ تا ۲۰۰۶، تیپاسا بخاطر مدیریت ناکارآمد محوطه از جمله خرابکاری، رشد شهرنشینی در منطقه حائل و تکنیک‌های نامناسب مرمت در فهرست میراث در معرض خطر قرار گرفت. الجزایر همچنین سه بار در کمیته میراث جهانی حضور داشته است.

## میراث جهانی
یونسکو سایت‌ها را با ده معیار فهرست می‌کند. هر ورودی باید حداقل یکی از معیارها را داشته باشد.
| # | نگاره | نام           | موقعیت  | سال ثبت | ش ثبتمعیارها                    | شرح | منبع         |
| ۱ |       | قلعه بنی حماد | مسیله   | ۱۹۸۰    | ۱۰۲(iii)(v)                     | قلعه بنی حماد توسط خاندان حمادیون در سال ۱۰۰۷ میلادی در محیطی کوهستانی بنیان گذاشته شد، در ابتدا به عنوان یک دژ نظامی و بعداً به عنوان پایتخت آنها انتخابشد. این قلعه در توسعه معماری عربی، از جمله در مغرب، اندلس و سیسیل تأثیرگذار بود. در سال ۱۰۹۰ میلادی طی هجوم بنی هلال متروک و بعداً در سال ۱۱۵۲ میلادی تخریب گردید. مسجد اصلی (که بقایای مناره آن در تصویر نشان داده شده) یکی از بزرگترین و قدیمی‌ترین مساجد الجزایر بود. | [ ۶ ]        |
| ۲ |       | تاسیلی نجیر   | تمنراست | ۱۹۸۲    | ۱۷۹(i)(iii)(vii)(viii) (ترکیبی) | فلات ماسه‌سنگی وسیع دارای تشکیلات سنگی متعددی است که توسط فرسایش آب و باد ایجاد شده‌اند. در این منطقه سنگ‌های پیش‌کامبرین و توالی‌های رسوبی وجود دارند که از نظر زمین‌شناسی بسیار مهم هستند. بیش از ۱۵,۰۰۰ نقاشی و کنده‌کاری روی سنگ در این منطقه وجود دارد که آن را به یکی از غنی‌ترین مکان‌های هنر صخره‌ای پیش از تاریخ در جهان تبدیل کرده است. این تصاویر دوره‌ای از حدود ۱۰,۰۰۰ سال قبل از میلاد تا قرن‌های اول میلادی را پوشش می‌دهند. آنها شکل‌های انسانی و حیوانات را نشان می‌دهند و تکامل جامعه و تغییرات آب و هوا را به تصویر می‌کشند. برخی از حیوانات تصویر شده، مانند اسب آبی، در دوره‌هایی با آب بیشتر حضور داشتند، اما اکنون هزاران سال است که دیگر در این منطقه وجود ندارند. | [ ۷ ]        |
| ۳ |       | دره مزاب      | غردایه  | ۱۹۸۲    | ۱۸۸(ii)(iii)(iv)                | پنج قصر در دره مزاب بین سال‌های ۱۰۱۲ و ۱۳۵۰ میلادی توسط اباضی‌ها بنیان گذاشته شدند. قصر نوعی روستای قلعه‌مانند است که با محیط سخت صحرایی سازگار شده است. هر یک از این پنج قصر دارای مسجدی است که می‌تواند به عنوان یک دژ عمل کند با مناره‌ای که همچنین برج دیده‌بانی است، و همچنین دارای گورستان و نخلستانی در مجاورت آن است. تا به امروز، مردم اساساً همان تکنیک‌های ساختمانی قرن یازدهم را حفظ کرده‌اند. در قرن بیستم، مدل قصر معماران و شهرسازان از جمله لوکوربوزیه را تحت تأثیر قرار داد. تصویر مزاب غردایه نشان داده شده است. | [ ۸ ]        |
| ۴ |       | جمیلا         | سطیف    | ۱۹۸۲    | ۱۹۱(iii)(iv)                    | شهر رومی جمیلا در اواخر قرن اول میلادی در عهد امپراتور نروا تأسیس شد. این شهر نخست یک سکونتگاه دفاعی بود که در ارتفاع ۹۰۰ متر (۳٬۰۰۰ فوت) قرار داشت. در قرن سوم گسترش یافت و با سقوط روم در قرن ششم رو به زوال گذاشت. امروزه در حالت ویرانه، بقایایی از فوروم، معابد، بازیلیکاها، طاق‌های پیروزی و خانه‌ها، و همچنین مکان‌های مسیحی اولیه، از جمله یک کلیسای جامع بزرگ و محل غسل تعمید وجود دارد. مجموعه‌ای از موزاییک‌ها حفظ شده است که نقش‌مایه‌های اسطوره‌ای و روزمره را به تصویر می‌کشند. | [ ۹ ]        |
| ۵ |       | تیپاسا        | تیپازه  | ۱۹۸۲    | ۱۹۳(iii)(iv)                    | تیپاسا در قرن ششم قبل از میلاد به عنوان یک مرکز تجاری پونیکی و بندرگاه تأسیس شد. یک گورستان وسیع از این دوره باقی مانده است که گواه تبادلات فرهنگی مردم در منطقه است. در قرن دوم قبل از میلاد توسط رومی‌ها فتح شد. ساختمان‌هایی که از دوران روم باقی مانده‌اند شامل آرامگاه بزرگ سلطنتی موریتانی (در تصویر) می‌شود. ساختمان‌های مسیحی از قرن‌های سوم و چهارم نیز وجود دارند. در دهه ۴۳۰ میلادی، شهر توسط وندال‌ها تصرف شد، دوباره توسط بیزانس‌ها بازپس گرفته شد و در قرن ششم رو به زوال گذاشت. از سال ۲۰۰۲ تا ۲۰۰۶، این مکان به دلیل مدیریت نامناسب، از جمله خرابکاری، رشد شهرنشینی در منطقه حائل، و تکنیک‌های نامناسب مرمت، در فهرست میراث در معرض خطر قرار گرفت.                 | [ ۴ ] [ ۱۰ ] |
| ۶ |       | تیمگاد        | باتنه   | ۱۹۸۲    | ۱۹۴(ii)(iii)(iv)                | تیمگاد در سال ۱۰۰ میلادی توسط امپراتور تراژان به عنوان یک سکونتگاه نظامی رومی تأسیس شد. این شهر دارای طاق پیروزی، معابد، بازارها و حمام‌ها بود. این مکان نمونه خوبی از طراحی شهری رومی است. شهر پس از تهاجم وندال‌ها در سال ۴۳۰ میلادی رو به زوال گذاشت و سرانجام در قرن هشتم، پس از تهاجم اعراب، کاملاً متروک شد. | [ ۱۱ ]       |
| ۷ |       | قصبه الجزیره  | الجزیره | ۱۹۹۲    | ۵۶۵(ii)(iv)                     | قصبه، یا ارگ مستحکم، در ساحل مدیترانه واقع شده است. این مکان که بر روی محل یک پست تجاری فنیقی از قرن ششم قبل از میلاد ساخته شده است، طرح فعلی آن در قرن شانزدهم تحت حکومت عثمانی‌ها پدید آمد. این مکان دارای مساجد قدیمی، کاخ‌های به سبک عثمانی، بازارها، حمام‌ها و ساختمان‌های سنتی است که زندگی در یک شهر مسلمان مدیترانه‌ای را منعکس می‌کند. در زمان ثبت در فهرست میراث جهانی، این مکان محل سکونت حدود ۵۰,۰۰۰ نفر بود. تصویری از داخل یک کاخ نشان داده شده است. | [ ۱۲ ]       |

## میراث آزمایشی
افزون بر سایت‌های موجود در فهرست میراث جهانی، کشورهای عضو می‌توانند فهرستی از سایت‌های آزمایشی را که ممکن است برای نامزدی در نظر بگیرند، در این فهرست قرار دهند. نامزدها در فهرست میراث جهانی تنها در صورتی پذیرفته می‌شوند که سایت پیش‌تر در فهرست آزمایشی قرار داشته باشد.
الجزایر۶ نامزد در این فهرست دارد.
| # | نگاره | نام                                                          | موقعیت      | سال ثبت | ش ثبتمعیارها                 | شرح | منبع   |
| ۱ |       | واحه‌ها با قنات‌ها و قصر شن‌زار بزرگ باختری                     | ادرار، بشار | ۲۰۰۲    | ۱۷۷۲(ii)(iii)(iv)(v)         | وادی الساوره درّه‌ای را در شن‌زار بزرگ باختری ایجاد کرد. این مسیر یک راه کاروان‌رو مهم به سمت گائو در مالی بود. در این دره، قصرهای متعددی یا روستاهای قبیله‌ای محصور وجود دارند که برخی از آن‌ها هنوز هم مسکونی هستند. از هزاره اول میلادی، روستاییان در حال نگهداری از فقّاره‌ها (قنات‌ها)، آبراهه‌های زیرزمینی که سفره‌های آب زیرزمینی را به نخلستان‌های واقع در گودال‌ها متصل می‌کنند، بوده‌اند. برخی از این قصرها شامل تیمیمون (در تصویر)، تیمودی و کرزاز می‌باشند. | [ ۱۴ ] |
| ۲ |       | سایت‌های دورهٔ آگوستینیِ مغرب مرکزی                             | چندین سایت  | ۲۰۰۲    | ۱۷۷۳(ii)(iii)(iv)(vi)        | این میراث نامزد شده شامل مجموعه‌ای از سایت‌های باستان‌شناسی است که به الهیات‌دان و فیلسوف مسیحی دوره نخستین و یکی از مهم‌ترین پدران کلیسای لاتین، سنت آگوستین هیپو، مرتبط است. او در سال ۳۵۴ در تاگاست متولد شد و در سال ۴۳۰ در هیپو رگیوس، که امروزه عنابه نامیده می‌شود، درگذشت.(خرابه‌های رومی شهر با کلیسای جامع سنت آگوستین قرن نوزدهمی در تصویر نشان داده شده است)                                                                                       | [ ۱۵ ] |
| ۳ |       | ندرومه و تراره                                               | تلمسان      | ۲۰۰۲    | ۱۷۷۴(ii)(iii)(iv)(v)         | ندرومه، در کوه‌های تراره، در قرن دوازدهم بنیان نهاده شد. پس از جنبش بازپس‌گیری اندلس (رکونکیستا)، این شهر خانه‌ی بسیاری از مردم با اصالت موری شد که اندلس را ترک کرده بودند. در قرن شانزدهم، این شهر یک مرکز مهم نساجی بود.(حمام البالی در تصویر نشان داده شده است) | [ ۱۶ ] |
| ۴ |       | الواد سوف                                                    | الوادی      | ۲۰۰۲    | ۱۷۷۵(ii)(iii)(iv)(v)         | الواد یک شهر واحه‌ای است که بر روی سفره آب زیرزمینی ساخته شده که امکان رشد نخل‌هایی را فراهم می‌کند که در تونل‌های وسیع در شن، مستقیماً بالای سطح آب زیرزمینی کاشته شده‌اند. این نوع کشاورزی نیازمند نگهداری مداوم و برداشتن شن‌های انباشته شده است. | [ ۱۷ ] |
| ۵ |       | مقبره‌های سلطنتی نومیدیا و مورتانیا و سایت تدفین پیش از اسلام | چندین سایت  | ۲۰۰۲    | ۱۷۷۶(ii)(iii)(iv)            | این میراث نامزد شده شامل چهار مقبره از قرن سوم تا اول قبل از میلاد و مقبره‌های قرن پنجم و ششم، جدارها و مقبره تینهنان است که برای حاکمان نومیدیا و موریتانیا ساخته شده‌اند (آرامگاه سلطنتی موریتانی، که قبلاً به‌عنوان میراث جهانی همراه با تیپاسا ثبت شده است، مقبره ماسینیسا در الخروب که در تصویر نشان داده شده، ایمدگاسن، و مقبره بنی-رنان). | [ ۱۸ ] |
| ۶ |       | اوراس با زیست‌گاه‌های واحه‌ای تضاریس غوفی و القنطره             | چندین سایت  | ۲۰۰۲    | ۱۷۷۷(ii)(iii)(iv)(v)(vii)(x) | کوه‌های اوراس به ارتفاع بیش از ۲٬۰۰۰ متر (۶٬۶۰۰ فوت) می‌رسند و انواع مختلفی از زیستگاه‌ها را فراهم می‌کنند، از جمله جنگل‌های بلوط همیشه سبز (کوئرکوس ایلکس)، سدر، و کاج مدیترانه‌ای در ارتفاعات بالاتر و نخلستان‌ها در دره‌ها. به طور سنتی، این منطقه توسط بربرهای ساکن بنا شده که زیست‌گاه‌هایی سازگار با محیط کوهستانی ساخته‌اند، مانند قنطره و منعه. | [ ۱۹ ] |